# Gonzalo Plata
Gonzalo Jordy Plata Jiménez (nascut l'1 de novembre de 2000) és un futbolista equatorià que juga d'extrem a l'Al Sadd qatarià i a la selecció de l'Equador.

## Carrera de club

### Sporting
Plata es va incorporar a l'Sporting procedent del club equatorià Independiente del Valle per una quota no revelada durant el mercat d'hivern 2018-19. Plata va marcar el seu primer gol a la Primeira Liga amb l'Sporting en la victòria per 2-0 contra el Boavista el 23 de febrer de 2020.
El 19 de maig de 2021, Plata va marcar en la victòria de l'Sporting per 5-1 sobre el Marítimo, i el club va guanyar el seu primer títol de Primeira Liga en 19 anys.

#### Valladolid
El 31 d'agost de 2021, Plata es va incorporar al Reial Valladolid de Segona Divisió espanyola en cedit per a la temporada 2021-22.
L'11 de juliol de 2022, Plata va ser adquirit pel Valladolid, i hi va signar un contracte fins al 2027.

## Palmarès
Sporting CP
- Primera Lliga: 2020–21[4]
- Taça da Liga: 2020–21[7]
- Supertaça Cândido de Oliveira: 2021[8]

Equador Sub-20
- Campionat Sud-americà Juvenil: 2019

Individual
- Pilota de bronze de la Copa del Món Sub-20 de la FIFA: 2019[9]